# Andrzej M. Trautman
Andrzej Mariusz Trautman (n. 4 ianuarie 1933, Varșovia, Polonia) este un fizician polonez care a adus contribuții la gravitația clasică în general și la teoria relativității generale în special.
Trautman a adus contribuții la teoria gravitației încă din 1958. „Masa Trautman-Bondi” îi poartă numele.

## Biografie
Trautman s-a născut în Varșovia, Polonia, într-o familie de artiști. Tatăl său, Mieczysław, a fost pictor și a predat desenul la un liceu din Varșovia. Mama sa, Eliza Trautman (născută André), a fost de origine franceză, cu toate că s-a născut în Spania, unde tatăl ei, Marius André, a lucrat ca ofițer consular francez. Școala lui Trautman, la nivel elementar, a fost întreruptă de Revolta din Varșovia din 1944. După ce a petrecut vreo zece luni în Germania, s-a întors, împreună cu mama sa (tatăl său a murit în 1941) în Polonia. În toamna anului 1945, amândoi au plecat la Paris, pentru a rămâne cu familia lor acolo. În Franța, Trautman a studiat la un liceu polonez pe la care l-a absolvit în 1949 și s-a întors în Polonia la scurt timp după aceea.
În anii 1949–1955, a studiat ingineria radio la Universitatea Politehnică din Varșovia (Politechnika Warszawska). După ce a obținut o diplomă de masterat sub conducerea profesorului de fizică teoretică de la Politehnică, Jerzy Plebański, a continuat să lucreze în cadrul grupului lui Leopold Infeld la Institutul de Fizică Teoretică al Universității din Varșovia. Acest institut urma să devină locul său permanent de studiu și de muncă. A obținut în 1959 doctoratul la Institutul de Fizică al Academiei Poloneze de Științe din Varșovia.
Trautman și Ivor Robinson au descoperit o familie de soluții exacte ale ecuațiilor de câmp ale lui Einstein, așa-zisele unde gravitaționale Robinson-Trautman.
În 1981, Trautman a devenit membru fondator al Consiliului Cultural Mondial (World Cultural Council).
Din 1952 până în 1981 a fost membru al Partidului Muncitoresc Polonez, dar la 17 decembrie 1981, în semn de protest împotriva evenimentelor de la mina Wujek, s-a retras din partid.

## Realizări științifice
Lucrările sale din anii 1950 și 1960 constituie o contribuție importantă la teoria undelor gravitaționale, aceasta a fost confirmată experimental abia în 2015. În 1960, împreună cu fizicianul britanico-american Ivor Robinson, a publicat o descriere a undelor gravitaționale, care reprezintă o soluție la ecuațiile lui Einstein. Mai târziu, a lucrat, printre altele la teoria Einstein-Cartan.